# Адлерський район
А́длерський райо́н — один з чотирьох адміністративних районів міста Сочі (Краснодарський край, Росія). На заході межує з Хостінським районом. Розташован на півдні міста між річками Кудепста і Псоу, по якій межує з Абхазією. У складі району території в межах міської місцевості, сільська місцевість має поділ на 4 округи. Залізнична станція «Адлер», Адлерське вагонне депо, Міжнародний аеропорт «Сочі». Територія — 1352 км². Населення в межах міської місцевості — 69,1 тис. осіб (2002).

## Мікрорайони і села
- Адлер
- Голубі Далі
- Нижнеимеретинська Бухта
- Курортний Городок
- Черемушки
- Бліново
- Орьол-Ізумруд
- Веселе
- Прімерне
- Первінка
- Молдовка
- Красна Поляна
- Єрмоловка
- Аібга
- Кєпша
- Галіцино
- Красна Воля
- Воронцовка
- Лісне
- Каштани
- Монастир
- Ахштырь
- Високе
- Вехня Шиловка
- Нижня Шиловка
- Соціалізм
- Черешня
- Есто-Садок
- Каменка
- Казачий Брод
- Ліпники

## Річки
- Херота